# ایوان گنچاروف
ایوان الکساندرویچ گنچاروف (به روسی: Гончаров, Иван Александрович) ‏ (۱۸ ژوئن ۱۸۱۲ سیبری - ۲۷ سپتامبر ۱۸۹۱) نویسنده اهل روسیه بود که به خاطر رمان آبلوموف شناخته می‌شود.

## زندگی
ایوان الکساندروویچ گنچاروف ۱۸ ژوئن ۱۸۱۲ در سیبری به دنیا آمد. والدینش از طبقه تجار بودند و کودکی نویسنده در خانه سنگی بزرگ گنچاروف‌ها واقع در مرکز شهر با ساختمان‌های بی‌شمار سپری شد. گنچاروف به یاد دوران کودکی و خانه پدریش، اتوبیوگرافی «در میهن» را نوشت. او هفت سال داشت که پدرش را از دست داد و پدرخوانده‌اش نیکلای نیکلایویچ ترگوبف نقش مهمی در شکل‌گیری شخصیت درونی و سرنوشت وی ایفا کرد. تحصیلات ابتدایی را در منزل تحت نظارت ترگوبف و سپس در پانسیون خصوصی گذراند. در ده سالگی به اصرار مادرش، جهت تحصیل در آموزشگاه بازرگانی به مسکو فرستاده شد. وی در طول هشت سال آموزشگاه، روزهای سخت و یکنواختی را سپری کرد. او بسیار مطالعه می‌کرد و به خواندن آثار ادبی نویسندگان و شاعرانی چون کارامزین، درژاوین و دمیتریف علاقه بسیاری داشت. «یوگنی آنگین» پوشکین تأثیر شگرفی بر وی گذاشت طوری‌که حس احترام و تحسین در مقابل نام پوشکین را تا آخر عمرش حفظ کرد. در این زمان بود که تحصیل در آموزشگاه برایش غیرممکن شد و توانست مادرش را متقاعد سازد که تحصیل در آن آموزشگاه را کنار بگذارد. در هجده سالگی، زمان آن فرا رسیده بود که به دنبال خواسته و علاقه شخصی‌اش برود. شوق نوشتن، علاقه به علوم انسانی به خصوص آثار هنری باعث شد که در دانشکده زبان و ترجمه دانشگاه مسکو تحصیل را آغاز کند. دانشگاه، دیدگاه گنچاروف نسبت به زندگی، مردم و خودش را تغییر داد.
در سال ۱۸۳۴ پس از اتمام دانشگاه به زادگاه خود نزد خانواده‌اش بازگشت. پس از یازده ماه اقامت در سیبری به سنت پترزبورگ رفت و تصمیم گرفت که با دستان خود و بدون کمک هیچ شخصی آینده خود را بسازد. به عنوان مترجم مکاتبات خارجی در بخش بازرگانی وزارت دارایی مشغول به کار شد. ضمن کار، به مطالعه آثار ادبی و پرداختن به علایق شخصی‌اش نیز اشتغال داشت. در پترزبورگ با خانواده مایکوف آشنا شد و به عنوان معلم فرزندان آن‌ها به آنجا راه یافت این خانه مرکز فرهنگی و جالب توجه پترزبورگ بود که تقریباً هرروزه نویسندگان، موسیقی‌دانان و نقاشان مشهور در آن جمع بودند. از همین جاست که فعالیت ادبی جدی گنچاروف آغاز می‌شود. سال‌های دهه ۴۰ آغاز شکوفایی خلاقیت او به‌شمار می‌رود. آشنایی با ویساریون بلینسکی منتقد بزرگ روسی تأثیر زیادی در روند شکوفایی خلاقیت ادبی وی داشت طوری‌که خود گنچاروف بارها به آن اشاره داشته است. در بهار ۱۸۴۷ رمان «داستان معمولی» او در صفحات مجله «معاصر» چاپ می‌شود، گنچاروف رمانش را «داستان معمولی» نامید چون که به تیپیک بودن جریانات بیان شده در این اثر تأکید داشت. «داستان معمولی» گنچاروف را اغلب با «آرزوهای بر باد رفته» اثر انوره دو بالزاک مقایسه کرده‌اند که احتمالاً گنچاروف از وی الهام گرفته است.

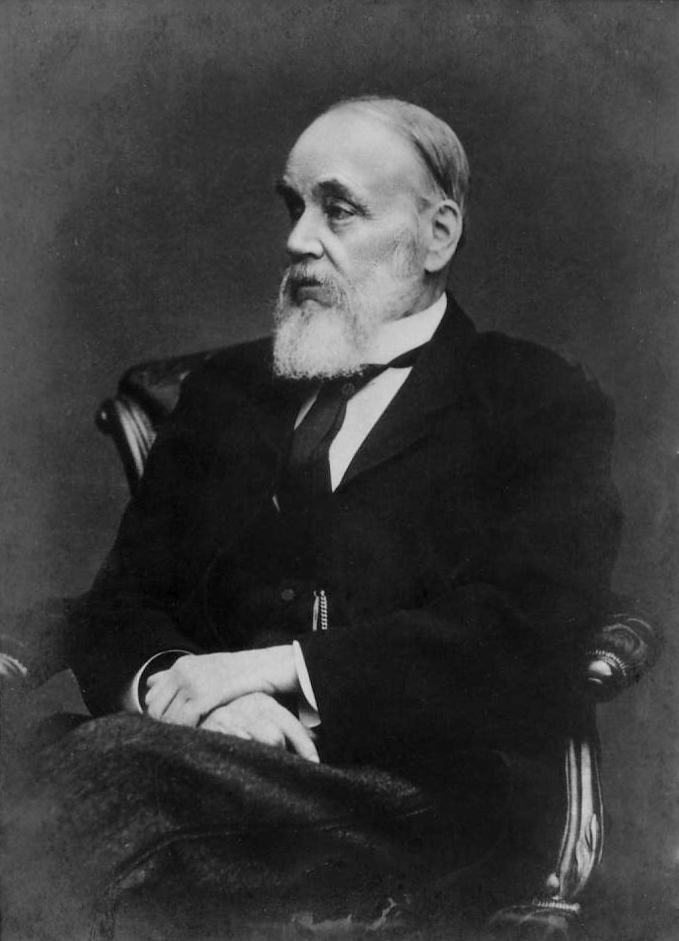
گنچاروف در سال ۱۸۸۶

ازسال ۱۸۵۲ گنچاروف به مدت دو سال و نیم به مأموریت کاری رفت و به کشورهای انگلستان، آفریقای جنوبی، اندونزی، ژاپن، چین، فیلیپین و بسیاری از جزیره‌ها و مجمع‌الجزایرهای کوچک اقیانوس‌های آتلانتیک، هند و آرام سفر کرد و در سیزدهم فوریه ۱۸۵۵ به پترزبورگ بازگشت. پس از بازگشت، مجموعه شرح سفرهایش به نام "کشتی پالاس" (۱۸۵۵–۱۸۵۷) را که "خاطرات روزانه نویسنده" بود جمع‌آوری کرد. پس از سفر، گنچاروف تغییر شغل داده و در اداره سانسور تزاری مشغول کار شده و در سال ۱۸۶۷ بازنشسته شد. در سال ۱۸۵۹ رمان "آبلوموف" گنچاروف منتشر شد. در این سال، برای نخستین بار در روسیه واژه "ابلوموفیسم" رایج شد. گنچاروف از طریق بیان سرنوشت قهرمان اصلی رمان جدیدش قصد داشت یک پدیده اجتماعی را نشان دهد. انتشار "آبلوموف" با موفقیت و شهرت فراوانی همراه بود و گنچاروف را در زمرهٔ یکی از برجسته‌ترین نویسندگان روس قرار داد. بلینسکی در مقاله "اوبلومف‌گرایی چیست؟" این رمان را شاهکار گنچاروف و نخستین شکایت از نظم اجتماعی حاکم روس دانست نامید. ایوان تورگنیف می‌گوید: «تا زمانی که حتی یک روس زنده است، آبلوموف هم در یادها زنده است.». پس از "ابلوموف" شروع به نگارش رمان جدیدی به نام "پرتگاه" کرد. مشغله شغلی مانع کار نوشتن می‌شد اما پس از بازنشستگی از اداره سانسور، گنچاروف کار ادامه رمان را به‌طور جدی آغاز کرد. گنچاروف روزی دربارهٔ این رمان گفت: "این کودک قلب من است" او بیست سال تمام برای این کار زحمت کشید و زمانی که به آخر کار نزدیک می‌شد دچار یک نوع بی‌تفاوتی شد و به نظرش رسید که دیگر توان به پایان رساندن این اثر عظیم را ندارد. بعدها در جای دیگری گنچاروف می‌نویسد که بخش سوم رمان را تمام کرده است و در نهایت رمان به صورت یک کتاب سه قسمتی به پایان می‌رسد. هر یک از رمان‌های گنچاروف بیانگر دوره مشخصی از توسعه تاریخ روسیه است؛ برای دوره اول، تیپ الکساندر آدویف (داستان معمولی)، دوره دوم آبلوموف (آبلوموف) و دوره سوم رایسکی (پرتگاه) مشخص شده‌اند. تمامی این سیماها، عناصر تشکیل‌دهنده تصویر جامع عصری هستند که لغوکننده اصول سرواژند.
«پرتگاه» آخرین اثر برجسته گنچاروف است. پس از پایان این کار، زندگی او بسیار سخت شد، بیماری، تنهایی، و در نهایت افسردگی روحی به سراغ نویسنده آمد. هر سه رمان گنچاروف به توصیف دوران قبل از رفرم روسیه می‌پرداخت دورانی که نویسنده خوب می‌شناخت و درک می‌کرد، جریاناتی که در سال‌های بعد طبق پیشگویی شخصی نویسنده اتفاق افتادند او آن‌ها را با تمام وجود حس می‌کرد اما نه توان فیزیکی آن را داشت که سنگینی بار این آگاهی را تحمل کند و نه توان درک روحی آن.
در ۱۸۴۷ او نخستین رمانش یک داستان معمولی را به چاپ می‌رساند. یک سال پس از آن، بخش‌هایی از شاهکار خود به نام آبلوموف را می‌نویسد. اما ده سال طول می‌کشد تا نوشتن تمامی اثر را به آخر برساند. در ۱۸۶۹، آخرین کتابش سیلاب را می‌نویسد که مضمون آن روند و سیر پوچ‌گرایی است.
به گفته تولستوی، آبلوموف اثر در خور و بسیار ممتازی است، به نظر داستایوفسکی این اثر " از ذهنی پویا سرچشمه گرفته است ". ابلومف، قهرمان کتاب، همچون فاوست یا دن ژوان اسطوره‌ای در ادبیات روسیه شمرده می‌شود. ابلومف، این ارباب‌زاده بیکاره، در فرهنگ روسیه نمودی از انسان تن‌پرور و فرومایه است که رؤیاهایش را فدای رخوت و خوابی عمیق می‌کند که بر سرتاسر لحظات زندگانیش سایه افکنده است.

## آثار

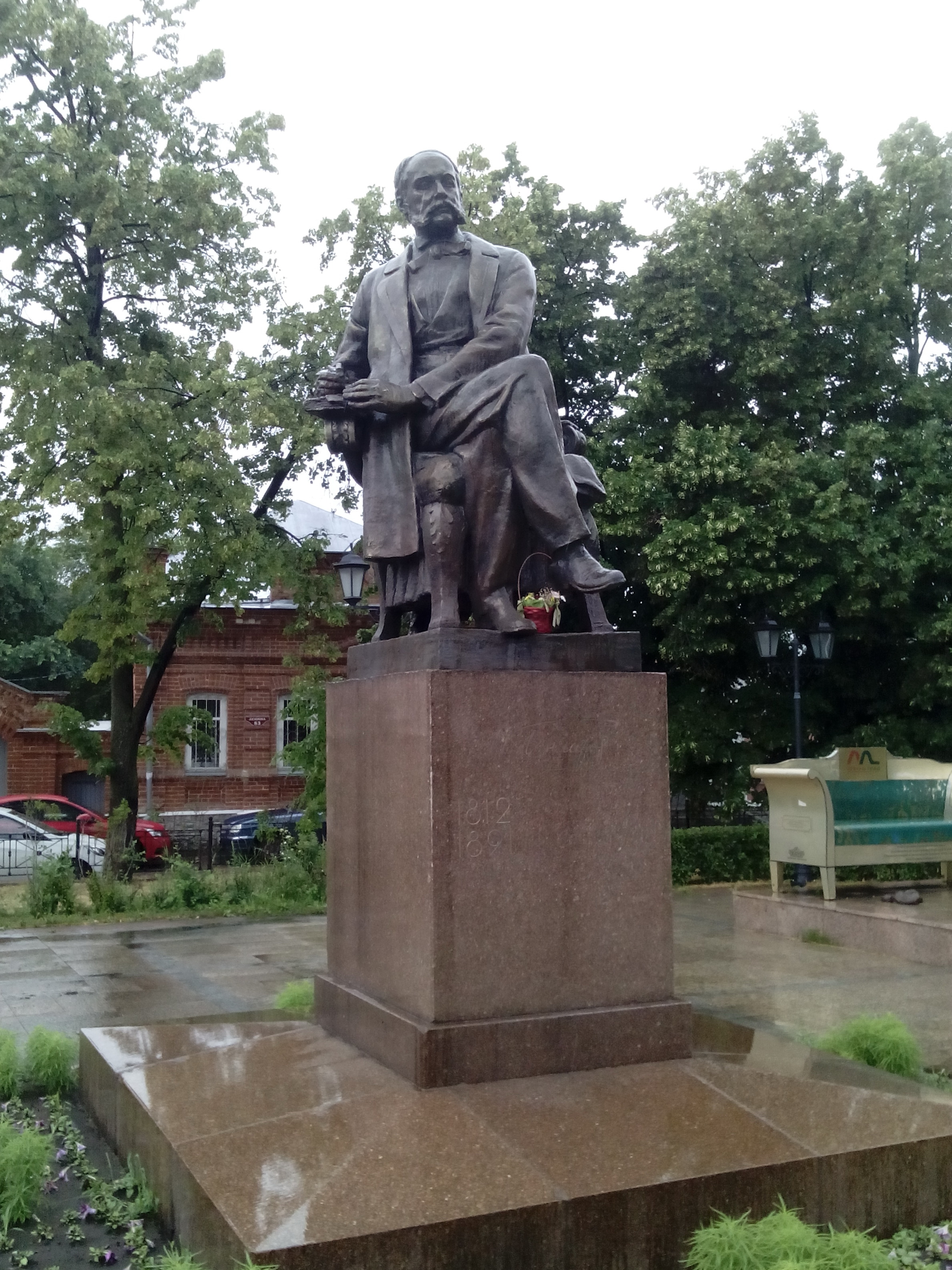
یادبود گنچاروف

- یک داستان معمولی (۱۸۴۷) ترجمه حشمت‌الله کامرانی تحت عنوان داستان همیشگی انتشارات بیگوند
- ابلومف ۱۸۵۹ - (انتشار بخش‌هایی از کتاب در سال ۱۸۴۹ و انتشار کامل در سال ۱۸۵۹) ترجمه سروش حبیبی انتشارات امیرکبیر و فرهنگ معاصر
- ناوگان دریایی
- یک میلیون درد و رنج (مقاله‌ای دربارهٔ آثار گریبایدوف)
- نامه‌هایی از یک سفر جهانی
- قصه مشترک
- کشتی پالاس (سفرنامه، شرح دیدار او از انگلستان، آفریقا و ژاپن)